# Hércules y Caco
Hércules y Caco es una escultura de mármol de Baccio Bandinelli situado en la Piazza della Signoria enfrente del Palazzo Vecchio y al lado de lo que hoy es una copia del David de Miguel Ángel en Florencia. La obra se encuentra sobre un bello pedestal con bustos tallados en bajo relieve de unos faunos y la firma del autor. El tema alegórico es la fuerza y el ingenio de Hércules venciendo la maldad de Caco, episodio narrado por Virgilio y otros poetas de Los doce trabajos de Heracles.

## Historia y descripción
Terminada la escultura en 1533 se formó una génesis compleja y problemática. Al principio, había sido encargada a Miguel Ángel en 1505, que tuvo el tiempo justo para hacer un modelo, que ahora se conserva en el Museo de la Casa Buonarroti, acosado por los compromisos más urgentes que tenía por entonces en Roma.
El encargo se quedó solo en papel; en 1525 se hace referencia por primera vez a Baccio, a continuación, en 1528 se volvió a hablar de Miguel Ángel y en esa ocasión se cambió el tema por iniciativa propia, prefiriendo el de Sansón y los filisteos. Con el retorno de los Médicis (1530) el encargo fue asignado definitivamente a Baccio Bandinelli, que lo finalizó en 1534.
Baccio, según cuenta Vasari en las Vidas, fue uno de los más ardientes admiradores de Miguel Ángel, estudiante cuidadoso de su obra con la ambición de llegarlo a superar. Pero cuando tuvo que resignarse a no tener el talento para ser su igual, cambió su admiración por la envidia y el odio. Lo imitó escogiendo los temas y en el gigantismo, en la creencia de que la grandeza de Miguel Ángel era por sus obras escultóricas de grandes medidas, pero las suyas no consiguieron la fuerza, el alma y la perfección anatómica necesaria.
El Hércules y Caco se considera como un ejemplo típico de los intentos de superar o al menos igualarse Baccio con Miguel Ángel. Lo esculpió con el objetivo de estar situado en la piazza della Signoria junto a la escultura del David, pero la obra estaba impregnada de gigantismo, con una masa muscular pesada y los resultados en la expresión y movimiento eran un tanto torpes y los rostros teatrales.

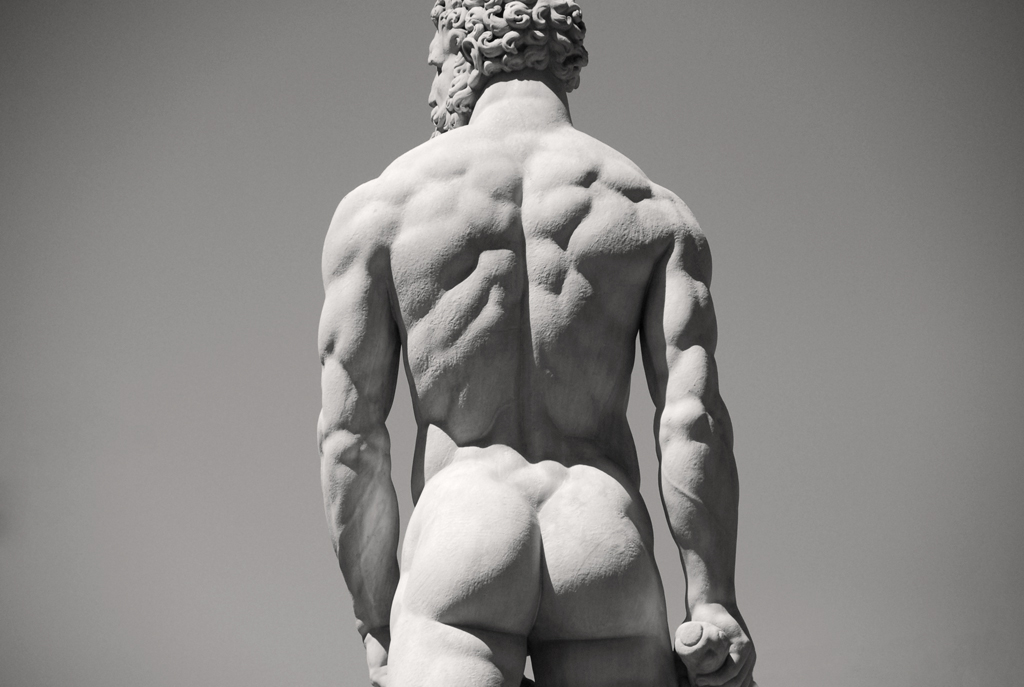
Detalle de la espalda de Hércules.

Sirven para dar una medida de cómo se ridiculizó desde un primer momento la escultura, las observaciones de Benvenuto Cellini sobre el Hércules:

Si se quita el pelo de la cabeza no es suficiente para un pequeño cerebro [...]
y el cuerpo parece un saco de melones apoyado contra una pared!

La figura de Baccio tal vez sea analizada en el contexto de una obra artística «obsesionado» por los famosos gigantes del Renacimiento (Rafael, Leonardo y Miguel Ángel), donde los jóvenes artistas fueron instruidos para tratar a la «maniera» de los grandes, en vez de esforzarse por encontrar su propio camino a partir de la observación de la naturaleza. Es la época del manierismo, que quizá Baccio sentía aplastada su sensibilidad por los modelos tan grandes, dejando a un lado los tipos de trabajos, tal vez, más afín a él, como el relieve del cual dio una gran prueba en Santa Maria del Fiore.
La estatua fue restaurada entre febrero de 1994 y abril de 1994. Se descubrió entonces que la porra de la mano de Hércules no era la original, pues estaba hecha de aluminio en lugar de la original que era en bronce.

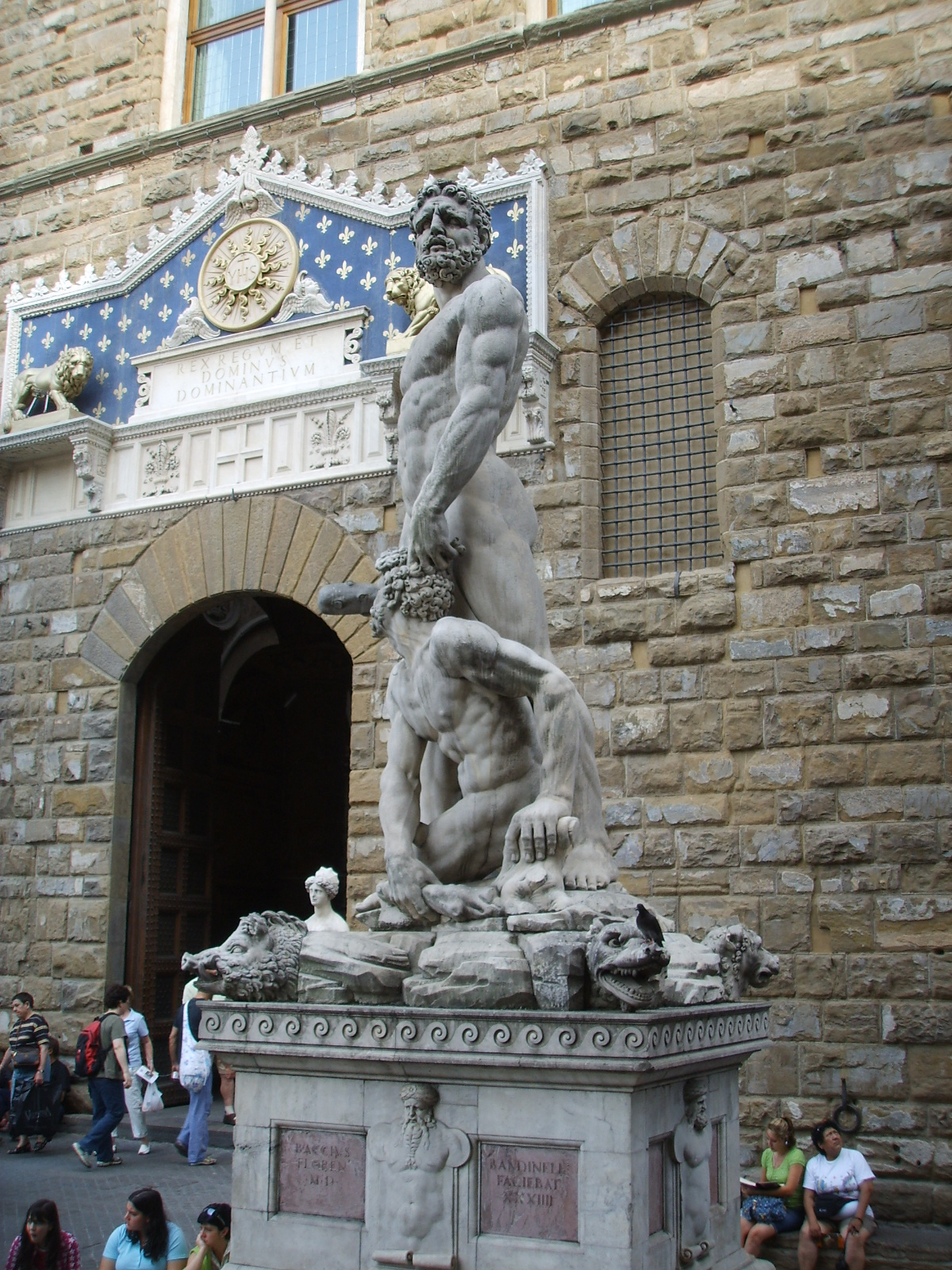
Vista desde el Palazzo Vecchio.
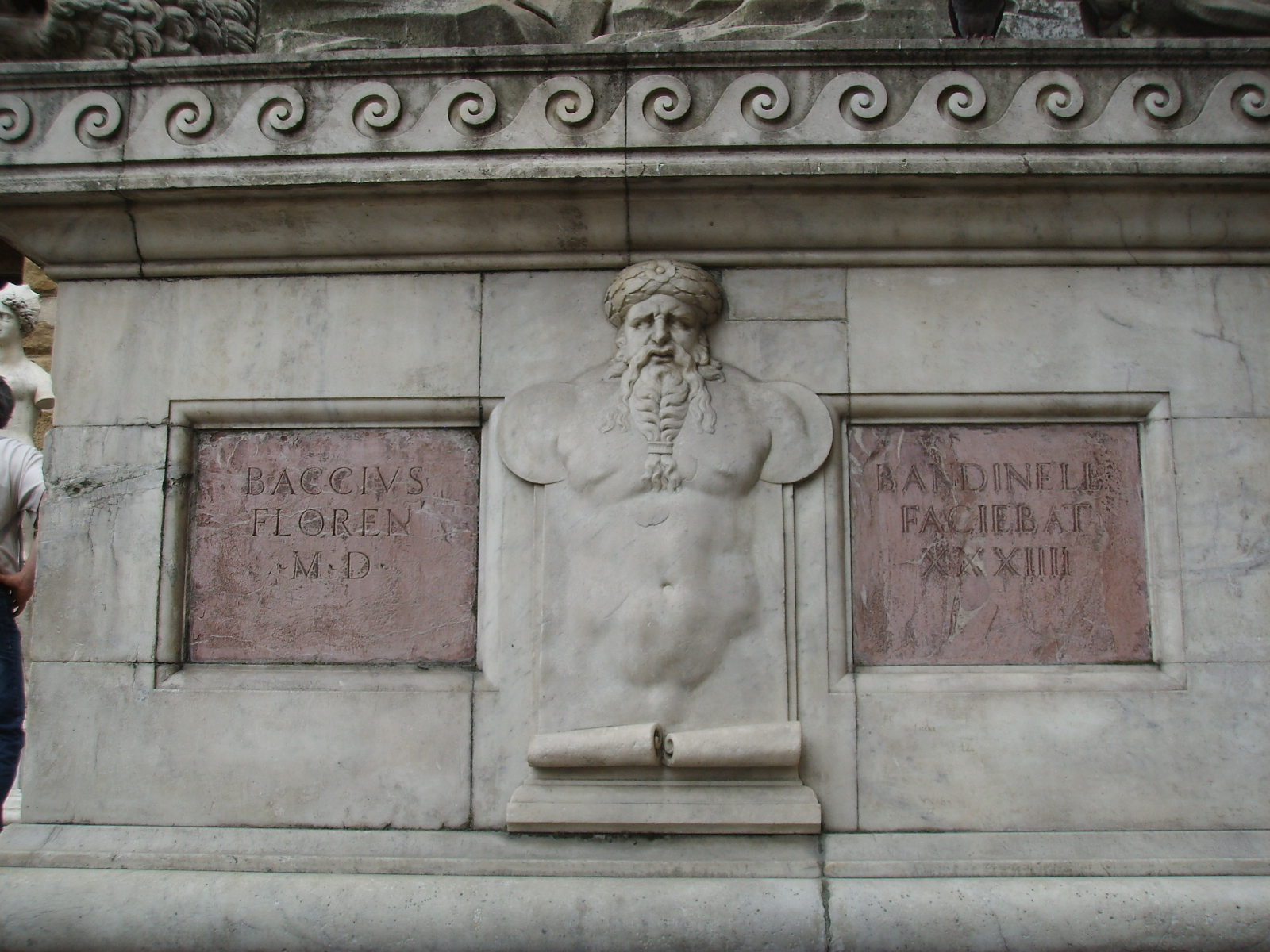
El pedetal con la firma de Bandinelli.
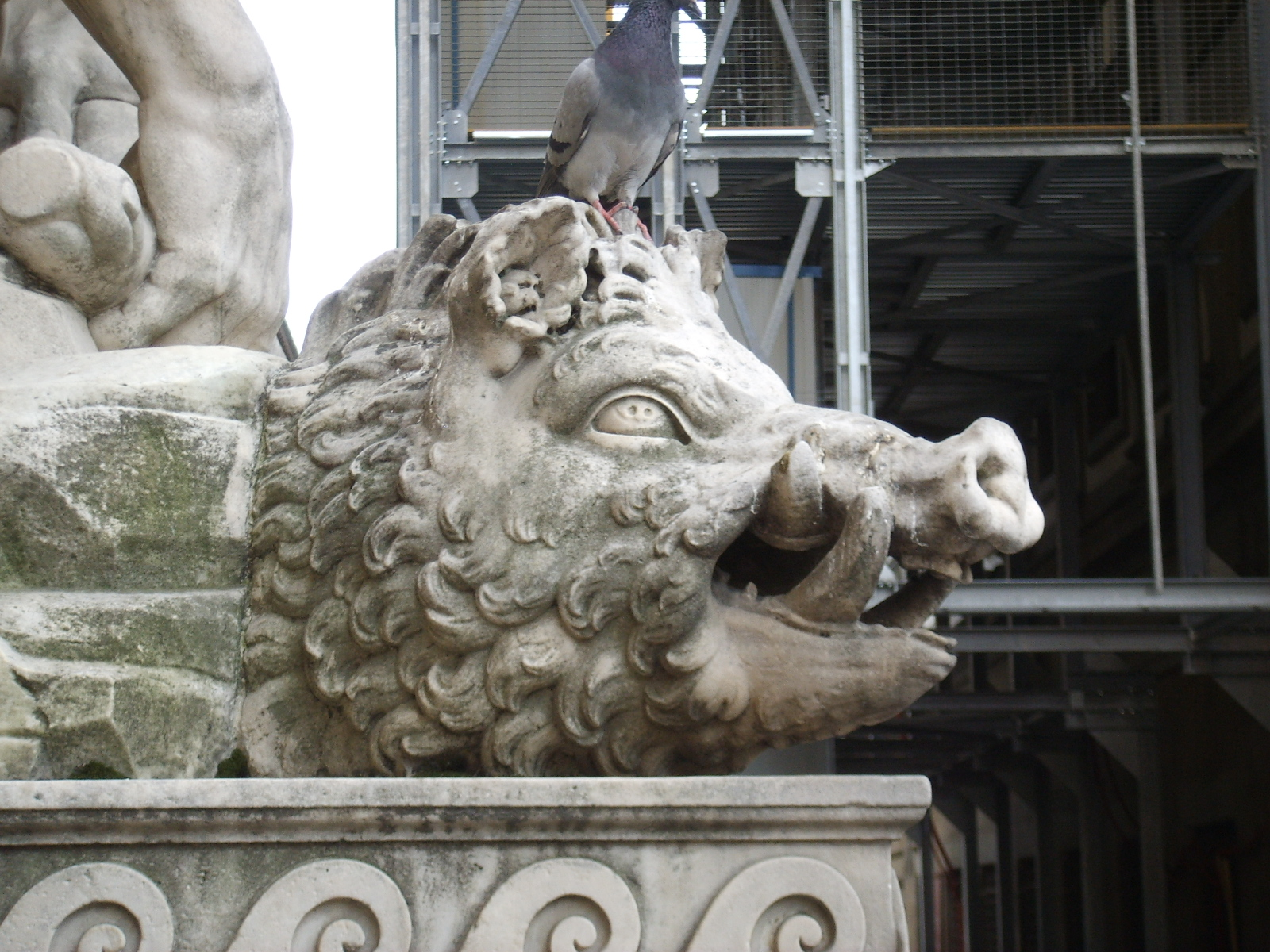
Jabalí.
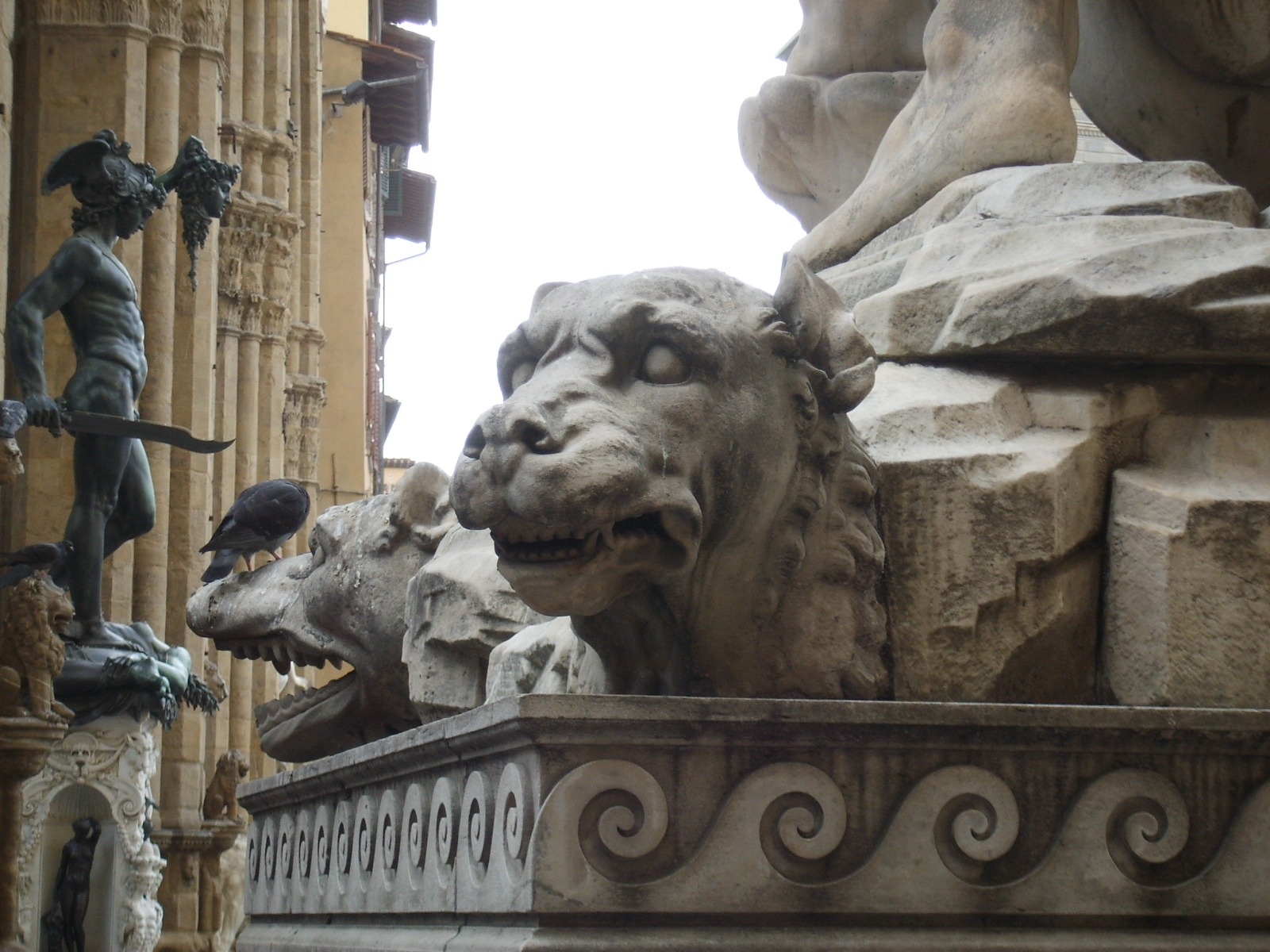
Mastín